# برودهد (ویسکانسین)
برودهد، ویسکانسین  (به انگلیسی: Brodhead) شهری در شهرستان گرین راک ایالت ویسکانسین است که در سال ۱۸۹۱ بنیان‌گذاری شده‌است. این شهر طبق سرشماری سال ۲۰۱۰ میلادی ۳٬۲۹۳ نفر جمعیت داشته‌است.

## نگارخانه

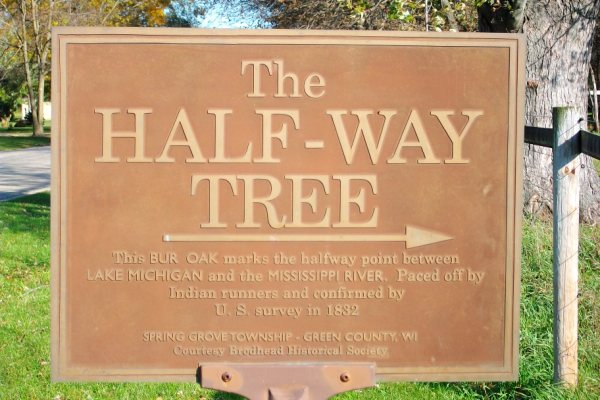
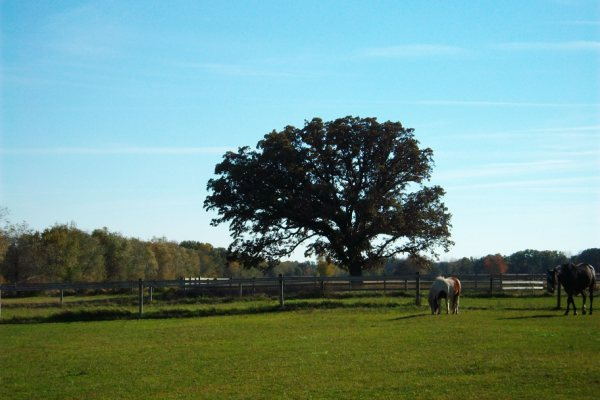
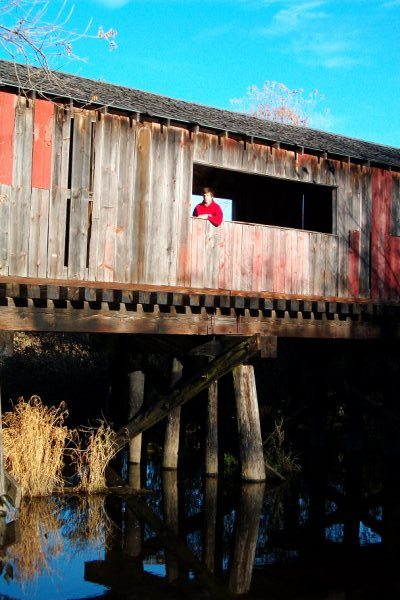
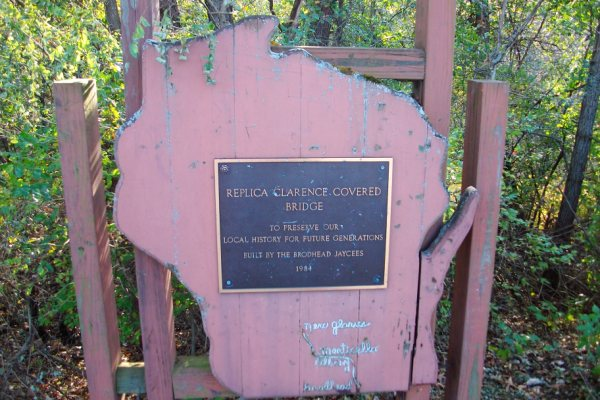